# Etrich Taube
Etrich Taube là một loại máy bay cánh đơn trước Chiến tranh thế giới I, do có nhiều hãng chế tạo nên nó cũng được gọi với những cái tên khác nhau, ví dụ như Rumpler Taube. Đây là loại máy bay quân sự được sản xuất hàng loạt đầu tiên ở Đức.

## Biến thể

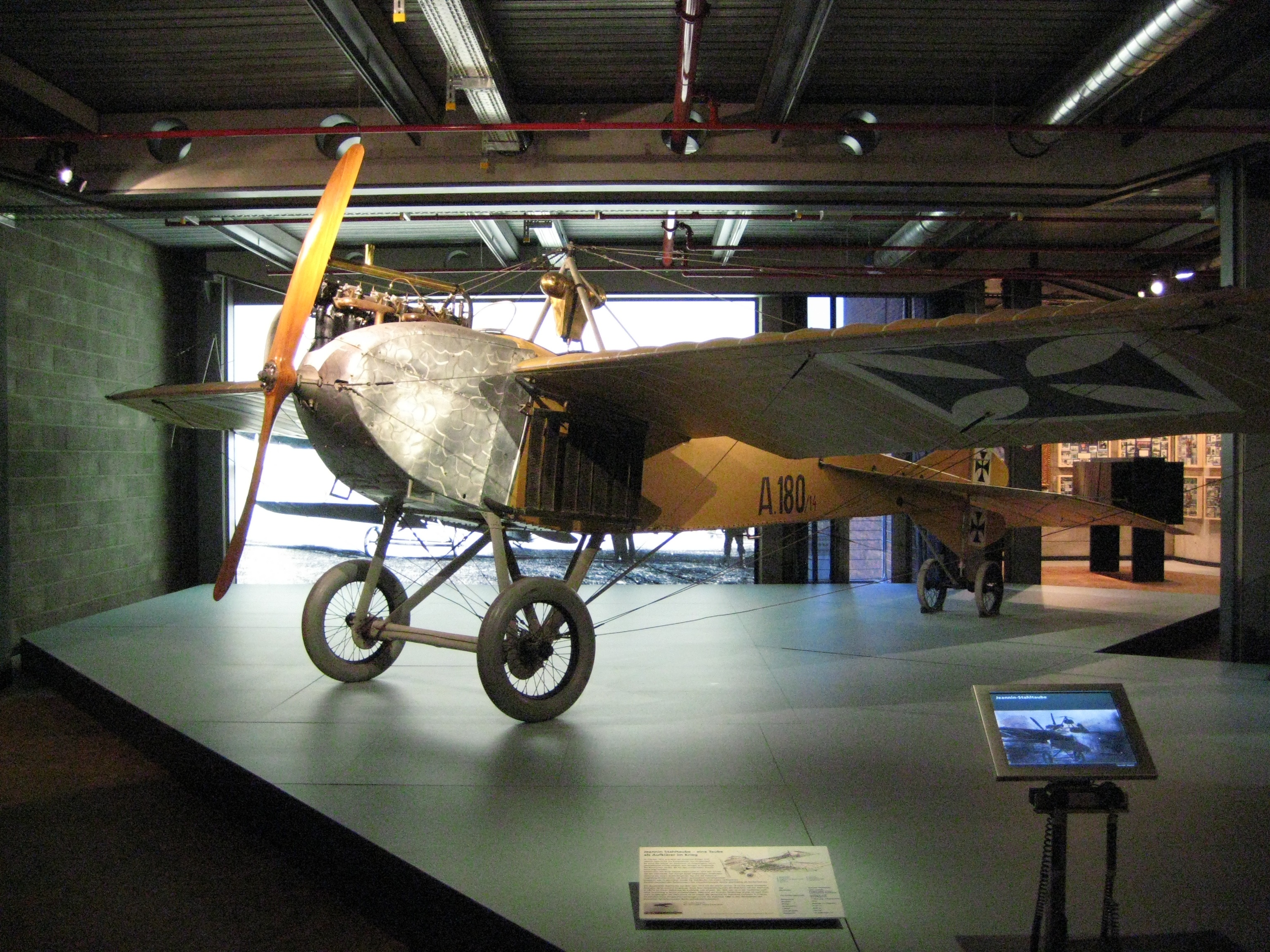
Jeannin Stahltaube, Technikmuseum Berlin

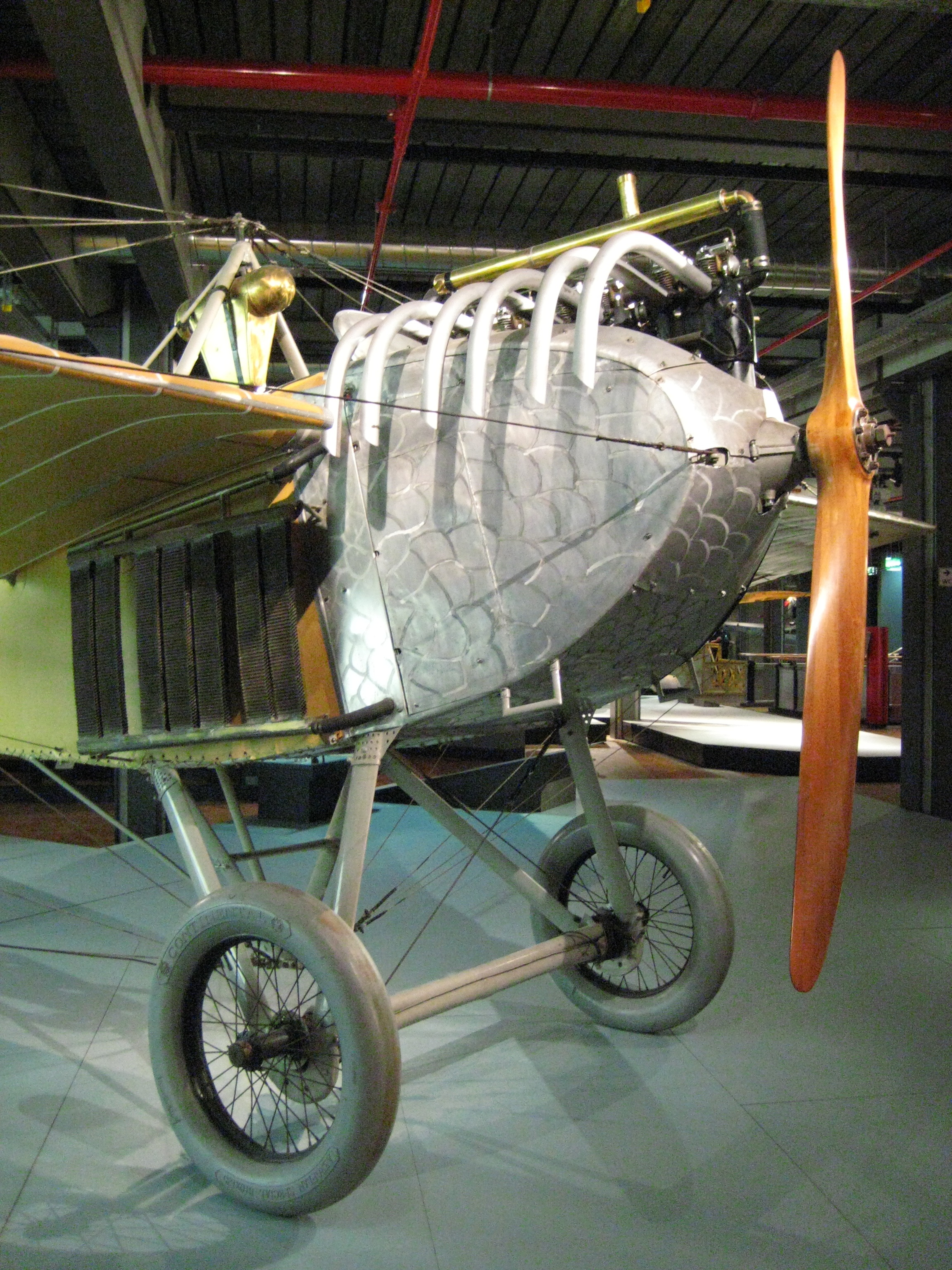
Jeannin Stahltaube

Albatros Taube
Albatros Flugzeugwerke chế tạo
Albatros Doppeltaube
Phiên bản hai tầng cánh do Albatros Flugzeugwerke chế tạo
Aviatik Taube
Automobil und Aviatik AG chế tạo
DFW Stahltaube (Stahltaube)
Etrich Taube
Igo Etrich chế tạo.
Etrich-Rumpler-Taube
Tên ban đầu của "Rumpler Taube".
Gotha Taube
Gothaer Waggonfabrik chế tạo với tên gọi LE.1, LE.2 và LE.3 (Land Eindecker - "Land Monoplane") và được định danh là A.I theo Idflieg
Harlan Pfeil Taube
Halberstadt Taube III
Halberstädter Flugzeugwerke chế tạo
Jeannin Taube (Jeannin Stahltaube)
Kondor Taube
Kondor chế tạo
RFG Taube
Reise- und Industrieflug GmbH (RFG) chế tạo
Roland Taube
Rumpler-Taube
Edmund Rumpler, Luftfahrzeugbau chế tạo
Rumpler Delfin-Taube (Rumpler Kabinentaube "Delfin")
Edmund Rumpler, Luftfahrzeugbau chế tạo với cabin kín
Isobe Rumpler Taube
Onokichi Isobe chế tạo.

## Quốc gia sử dụng
Trung hoa Dân quốc
 Argentina
- Không quân Argentina
- Hải quân Argentina

 Austria-Hungary
- Không quân Hoàng gia và Đế quốc Áo-Hung

 Bulgaria
- Không quân Bulgary

 German Empire
- Luftstreitkräfte
- Kaiserliche Marine

 Italy
 Norway
- Cục Không quân Hải quân Hoàng gia Na Uy

 Ottoman Empire
- Không quân Ottoman

 Thụy Sĩ
- Không quân Thụy Sĩ

## Tính năng kỹ chiến thuật (RumplerTaube)

Đặc tính tổng quan
- Kíp lái: 2
- Chiều dài: 9,9 m (32 ft 6 in)
- Sải cánh: 14,3 m (46 ft 11 in)
- Chiều cao: 3,2 m (10 ft 6 in)
- Diện tích cánh: 32,5 m2 (350 foot vuông)
- Trọng lượng rỗng: 650 kg (1.433 lb)
- Trọng lượng có tải: 850 kg (1.874 lb)
- Động cơ: 1 × Mercedes Typ E4F[2] kiểu động cơ piston 4 xy-lanh, làm mát bằng nước, 64 kW (86 hp)

Hiệu suất bay
- Vận tốc cực đại: 100 km/h (62 mph; 54 kn)
- Tầm bay: 140 km (87 mi; 76 nmi)
- Trần bay: 2.000 m (6.562 ft)

Vũ khí trang bị

- Súng: Súng máy
- Bom: Bom thả bằng tay